# Treixedo
Treixedo is een plaats (freguesia) in de Portugese gemeente Santa Comba Dão en telt 1104 inwoners (2001).

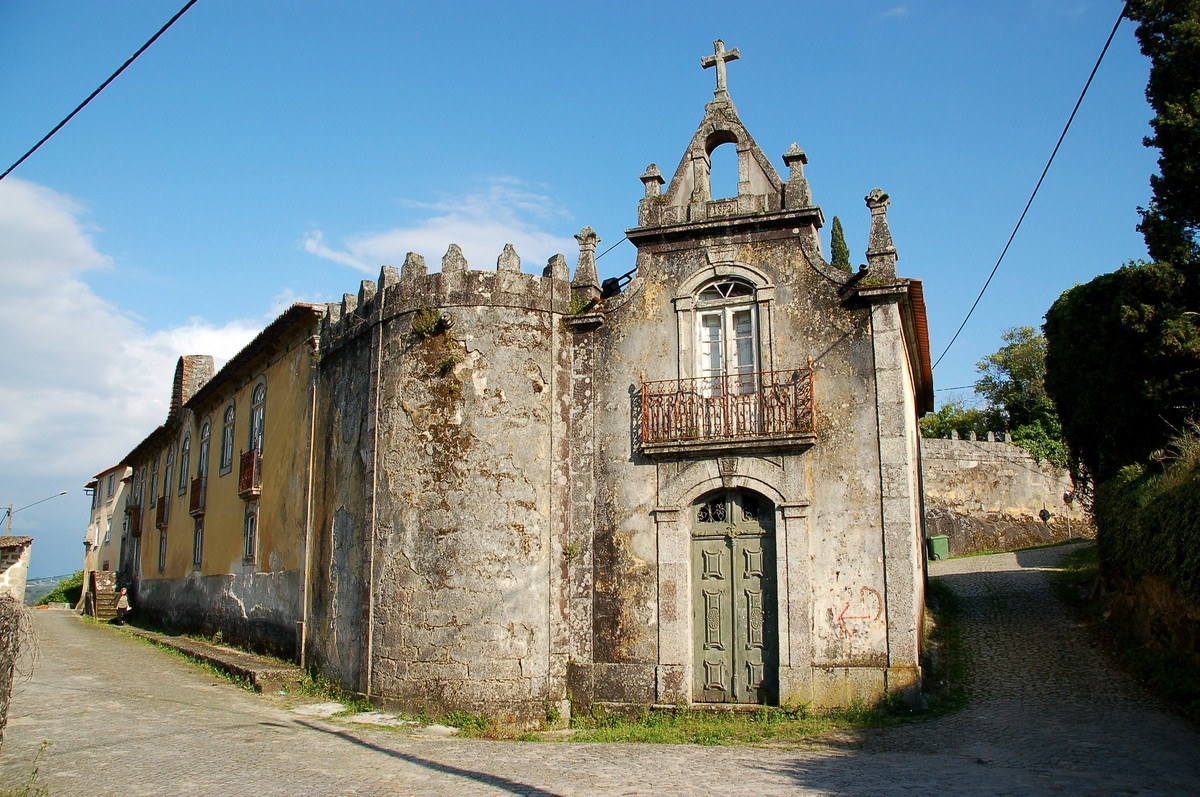
Solar do Visconde de Treixedo
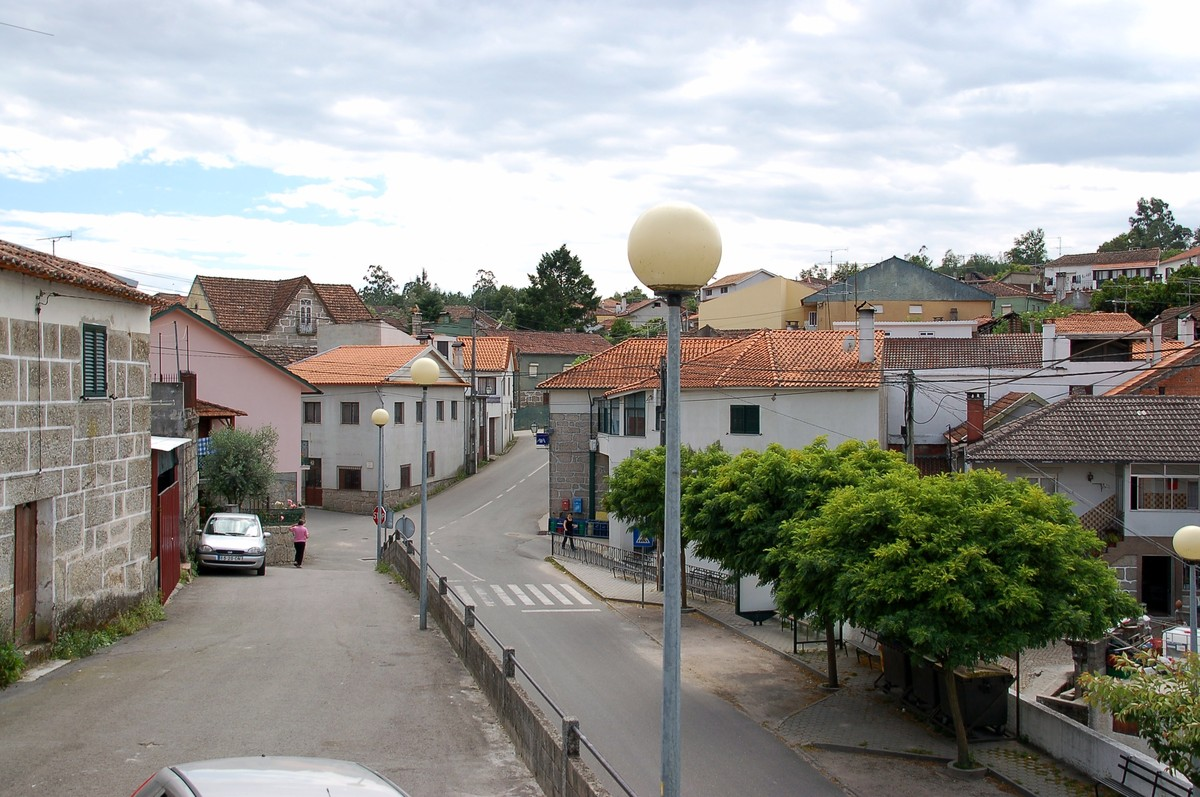
Treixedo
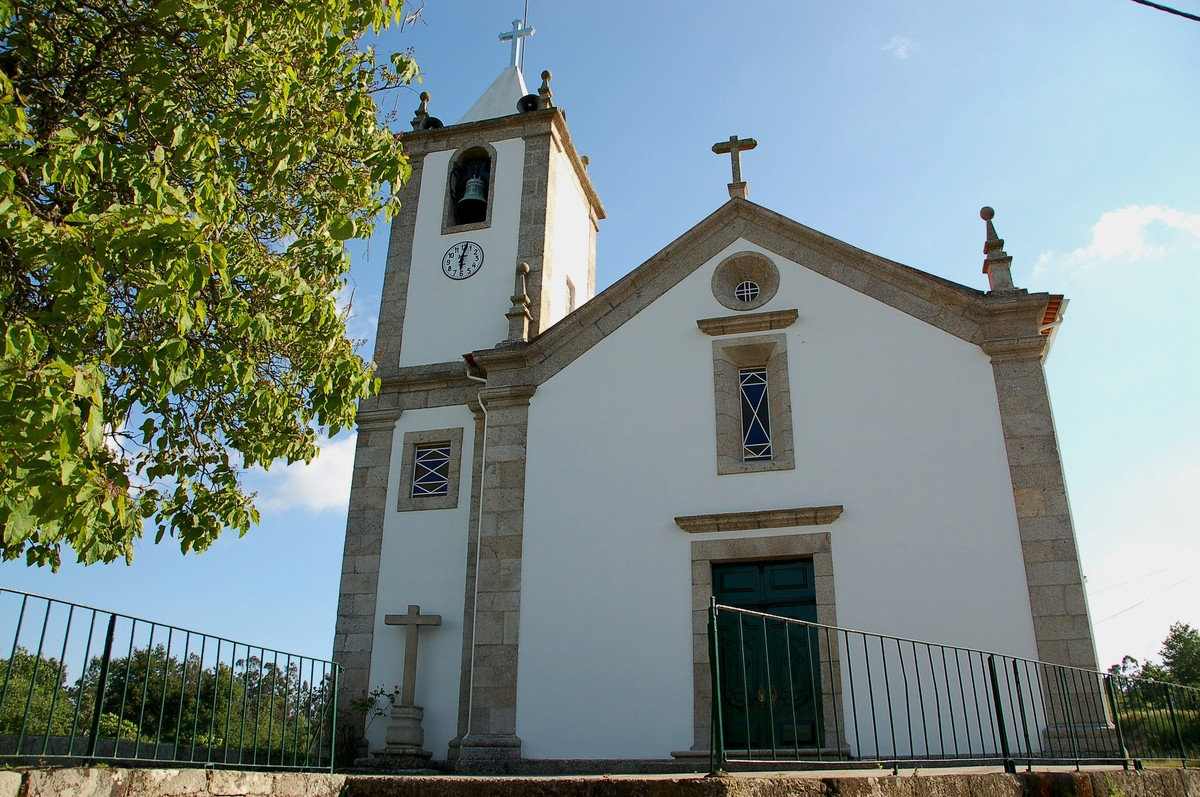
Parochiekerk van Treixedo